# Ernst von Wangenheim (Politiker)
Freiherr Ernst Friedrich Karl von Wangenheim (* 24. März 1829 in Stettin; † 4. Dezember 1890 in Neu Lobitz, Kreis Dramburg) war ein deutscher Jurist und Politiker.

## Leben
Als Sohn von Karl von Wangenheim geboren ging er in Putbus zur Schule. Dann studierte Ernst Freiherr von Wangenheim Rechtswissenschaften in Berlin und Bonn. Während seines Studiums wurde er 1847 Mitglied der Alten Berliner Burschenschaft Germania. Nach seinem Studium wurde er Gerichtsassessor und übernahm 1851 die Güter seines Vaters. Von 1867 bis 1870 war er als Abgeordneter der altliberalen Partei in der Fraktion Schwerin Mitglied im Preußischen Landtag. 1875 wurde er Ritterschaftsrat des Kur- und Neumärkischen Ritterschaftlichen Kreditinstituts.